# Western & Southern Open 2022
Western & Southern Open 2022 là một giải quần vợt nam và nữ thi đấu trên mặt sân cứng diễn ra từ ngày 15–21 tháng 8 năm 2022, là một phần của US Open Series. Đây là một giải đấu Masters 1000 trong ATP Tour 2022 và WTA 1000 trong WTA Tour 2022.
Giải đấu năm 2022 là lần thứ 121 (nam) và lần thứ 94 (nữ) giải Cincinnati Masters được tổ chức và diễn ra tại Lindner Family Tennis Center ở Mason, Ohio, ngoại ô phía bắc Cincinnati, Hoa Kỳ.

## Điểm và tiền thưởng

### Phân phối điểm
| Sự kiện | VĐ   | CK  | BK  | TK  | Vòng 1/16 | Vòng 1/32 | Vòng 1/64 | Q  | Q2 | Q1 |
| Đơn nam | 1000 | 600 | 360 | 180 | 90        | 45        | 10        | 25 | 16 | 0  |
| Đôi nam | 1000 | 600 | 360 | 180 | 90        | 0         | —         | —  | —  | —  |
| Đơn nữ  | 900  | 585 | 350 | 190 | 105       | 60        | 1         | 30 | 20 | 1  |
| Đôi nữ  | 900  | 585 | 350 | 190 | 105       | 5         | —         | —  | —  | —  |

### Tiền thưởng
| Sự kiện  | VĐ       | CK       | BK       | TK       | Vòng 1/16 | Vòng 1/32 | Vòng 1/64 | Q2      | Q1     |
| Đơn nam  | $970,020 | $529,710 | $289,655 | $157,995 | $84,510   | $45,315   | $25,110   | $12,860 | $6,735 |
| Đơn nữ   | $412,000 | $242,800 | $125,000 | $57,440  | $28,730   | $16,340   | $11,725   | $6,880  | $3,580 |
| Đôi nam* | $297,620 | $161,670 | $88,800  | $48,990  | $26,940   | $14,700   | —         | —       | —      |
| Đôi nữ*  | $120,300 | $67,630  | $37,180  | $18,750  | $10,620   | $7,120    | —         | —       | —      |

*mỗi đội

## Nội dung đơn ATP

### Hạt giống
Dưới đây là những tay vợt được xếp loại hạt giống. Hạt giống dựa trên bảng xếp hạng ATP vào ngày 8 tháng 8 năm 2022. Xếp hạng và điểm trước vào ngày 15 tháng 8 năm 2022.
| Hạt giống | Xếp hạng | Tay vợt               | Điểm trước | Điểm bảo vệ (hoặc kết quả tốt nhất lần 19)† | Điểm thắng | Điểm sau | Thực trạng                                  |
| --------- | -------- | --------------------- | ---------- | ------------------------------------------- | ---------- | -------- | ------------------------------------------- |
| 1         | 1        | Daniil Medvedev       | 6,885      | 360                                         | 360        | 6,885    | Bán kết thua trước Stefanos Tsitsipas [4]   |
| 2         | 3        | Rafael Nadal          | 5,620      | (0)                                         | 10         | 5,630    | Vòng 2 thua trước Borna Ćorić [PR]          |
| 3         | 4        | Carlos Alcaraz        | 5,045      | 35                                          | 180        | 5,190    | Tứ kết thua trước Cameron Norrie [9]        |
| 4         | 7        | Stefanos Tsitsipas    | 4,650      | 360                                         | 600        | 4,890    | Á quân, thua trước Borna Ćorić [PR]         |
| 5         | 5        | Casper Ruud           | 4,865      | 180                                         | 10         | 4,695    | Vòng 2 thua trước Ben Shelton [WC]          |
| 6         | 8        | Andrey Rublev         | 3,630      | 600                                         | 90         | 3,120    | Vòng 3 thua trước Taylor Fritz [11]         |
| 7         | 9        | Félix Auger-Aliassime | 3,625      | 180                                         | 180        | 3,625    | Tứ kết thua trước Borna Ćorić [PR]          |
| 8         | 10       | Hubert Hurkacz        | 3,435      | 90                                          | 10         | 3,355    | Vòng 2 thua trước John Isner                |
| 9         | 11       | Cameron Norrie        | 3,065      | 10                                          | 360        | 3,415    | Bán kết thua trước Borna Ćorić [PR]         |
| 10        | 12       | Jannik Sinner         | 2,975      | 45                                          | 90         | 3,020    | Vòng 3 thua trước Félix Auger-Aliassime [7] |
| 11        | 13       | Taylor Fritz          | 2,930      | (20)                                        | 180        | 3,090    | Tứ kết thua trước Daniil Medvedev [1]       |
| 12        | 15       | Matteo Berrettini     | 2,440      | 90                                          | 10         | 2,360    | Vòng 1 thua trước Frances Tiafoe            |
| 13        | 16       | Diego Schwartzman     | 2,200      | 90                                          | 90         | 2,200    | Vòng 3 thua trước Stefanos Tsitsipas [4]    |
| 14        | 17       | Marin Čilić           | 2,130      | 45                                          | 90         | 2,175    | Vòng 3 thua trước Carlos Alcaraz [3]        |
| 15        | 19       | Roberto Bautista Agut | 1,760      | 10                                          | 90         | 1,840    | Vòng 3 thua trước Borna Ćorić [PR]          |
| 16        | 18       | Grigor Dimitrov       | 1,810      | 90                                          | 10         | 1,730    | Vòng 1 thua trước Denis Shapovalov          |

† Cột này hiển thị điểm của tay vợt từ giải đấu năm 2021 hoặc điểm tốt nhất của lần 19 (hiển thị trong ngoặc đơn). Chỉ điểm xếp hạng tính đến thứ hạng của tay vợt vào ngày 15 tháng 8 năm 2022, được hiển thị trong cột.

#### Tay vợt rút lui khỏi giải đấu
Dưới đây là những tay vợt được xếp loại hạt giống, nhưng rút lui trước khi giải đấu bắt đầu.
| Xếp hạng | Tay vợt          | Điểm trước | Điểm bảo vệ (hoặc kết quả tốt nhất lần 19) | Điểm sau | Lý do rút lui                                                             |
| -------- | ---------------- | ---------- | ------------------------------------------ | -------- | ------------------------------------------------------------------------- |
| 2        | Alexander Zverev | 6,760      | 1,000                                      | 5,760    | Chấn thương cổ chân phải                                                  |
| 6        | Novak Djokovic   | 4,770      | (0)                                        | 4,770    | Không đáp ứng yêu cầu tiêm chủng vắc-xin COVID-19 để nhập cảnh vào Hoa Kỳ |

### Vận động viên khác
Đặc cách:
- Sebastian Korda
- Mackenzie McDonald
- Ben Shelton
- J. J. Wolf

Bảo toàn thứ hạng:
- Borna Ćorić
- Stan Wawrinka

Vượt qua vòng loại:
- Lorenzo Musetti
- Henri Laaksonen
- Thanasi Kokkinakis
- David Goffin
- Lorenzo Sonego
- Jaume Munar
- Marcos Giron

Thua cuộc may mắn:
- Fabio Fognini

### Rút lui
- Alexander Bublik → thay thế bởi  Fabio Fognini
- Novak Djokovic → thay thế bởi  Brandon Nakashima
- Gaël Monfils → thay thế bởi  Nick Kyrgios
- Reilly Opelka → thay thế bởi  Alex Molčan
- Oscar Otte → thay thế bởi  Emil Ruusuvuori
- Dominic Thiem → thay thế bởi  Filip Krajinović
- Alexander Zverev → thay thế bởi  Benjamin Bonzi

## Nội dung đôi ATP

### Hạt giống
| Quốc gia | Tay vợt              | Quốc gia | Tay vợt           | Xếp hạng | Hạt giống |
| -------- | -------------------- | -------- | ----------------- | -------- | --------- |
| USA      | Rajeev Ram           | GBR      | Joe Salisbury     | 3        | 1         |
| ESP      | Marcel Granollers    | ARG      | Horacio Zeballos  | 9        | 2         |
| NED      | Wesley Koolhof       | GBR      | Neal Skupski      | 9        | 3         |
| ESA      | Marcelo Arévalo      | NED      | Jean-Julien Rojer | 16       | 4         |
| CRO      | Nikola Mektić        | CRO      | Mate Pavić        | 18       | 5         |
| GER      | Tim Pütz             | NZL      | Michael Venus     | 23       | 6         |
| CRO      | Ivan Dodig           | USA      | Austin Krajicek   | 30       | 7         |
| COL      | Juan Sebastián Cabal | COL      | Robert Farah      | 40       | 8         |

- Bảng xếp hạng vào ngày 8 tháng 8 năm 2022.

### Vận động viên khác
Đặc cách:
- William Blumberg /  Steve Johnson
- Tommy Paul /  Frances Tiafoe
- Holger Rune /  Stefanos Tsitsipas

Bảo toàn thứ hạng:
- Santiago González /  Édouard Roger-Vasselin
- Łukasz Kubot /  Stan Wawrinka

Thay thế:
- Roberto Bautista Agut /  Marcelo Melo

### Rút lui
- Carlos Alcaraz /  Pablo Carreño Busta → thay thế bởi  Roberto Bautista Agut /  Marcelo Melo

## Nội dung đơn WTA

### Hạt giống
Dưới đây là những tay vợt được xếp loại hạt giống. Hạt giống dựa trên bảng xếp hạng WTA vào ngày 8 tháng 8 năm 2022. Xếp hạng và điểm trước vào ngày 15 tháng 8 năm 2022.
| Hạt giống | Xếp hạng | Tay vợt           | Điểm trước | Điểm bảo vệ (hoặc kết quả tốt nhất lần 16) | Điểm thắng (hoặc kết quả tốt nhất lần 17) | Điểm sau | Thực trạng                              |
| --------- | -------- | ----------------- | ---------- | ------------------------------------------ | ----------------------------------------- | -------- | --------------------------------------- |
| 1         | 1        | Iga Świątek       | 8,501      | 1                                          | 105                                       | 8,605    | Vòng 3 thua trước Madison Keys          |
| 2         | 2        | Anett Kontaveit   | 4,476      | 1                                          | 105                                       | 4,580    | Vòng 3 thua trước Zhang Shuai           |
| 3         | 4        | Paula Badosa      | 4,155      | 190                                        | (15)†                                     | 3,980    | Vòng 2 thua trước Ajla Tomljanović [Q]  |
| 4         | 3        | Maria Sakkari     | 4,190      | (55)†                                      | (55)†                                     | 4,190    | Vòng 2 thua trước Caroline Garcia [Q]   |
| 5         | 5        | Ons Jabeur        | 3,920      | 105                                        | 105                                       | 3,920    | Vòng 3 thua trước Petra Kvitová         |
| 6         | 7        | Aryna Sabalenka   | 3,121      | 1                                          | 350                                       | 3,470    | Bán kết thua trước Caroline Garcia [Q]  |
| 7         | 8        | Jessica Pegula    | 3,116      | 105                                        | 190                                       | 3,201    | Tứ kết thua trước Caroline Garcia [Q]   |
| 8         | 9        | Garbiñe Muguruza  | 2,990      | 105                                        | 1                                         | 2,886    | Vòng 2 thua trước Elena Rybakina        |
| 9         | 10       | Daria Kasatkina   | 2,795      | (55)†                                      | (55)†                                     | 2,795    | Vòng 1 thua trước Amanda Anisimova      |
| 10        | 13       | Emma Raducanu     | 2,742      | 1‡+95§                                     | 105+5†                                    | 2,756    | Vòng 3 thua trước Jessica Pegula [7]    |
| 11        | 12       | Coco Gauff        | 2,746      | 60                                         | 1                                         | 2,687    | Vòng 1 bỏ cuộc trước Marie Bouzková [Q] |
| 12        | 11       | Belinda Bencic    | 2,765      | 190                                        | (60)‡                                     | 2,635    | Vòng 1 thua trước Sorana Cîrstea        |
| 13        | 14       | Leylah Fernandez  | 2,569      | 30                                         | 1                                         | 2,540    | Vòng 1 thua trước Ekaterina Alexandrova |
| 14        | 17       | Karolína Plíšková | 2,297      | 350                                        | 60                                        | 2,007    | Vòng 2 thua trước Elise Mertens         |
| 15        | 6        | Simona Halep      | 3,255      | (60)‡                                      | 60                                        | 3,255    | Vòng 2 rút lui                          |
| 16        | 15       | Jeļena Ostapenko  | 2,361      | 105                                        | 60                                        | 2,316    | Vòng 2 thua trước Madison Keys          |

† Điểm từ kết quả tốt nhất của lần 16 (điểm bảo vệ) hoặc kết quả tốt nhất của lần 17 (điểm thắng), vào ngày 15 tháng 8 năm 2022.

‡ Điểm từ giải WTA 1000 không Mandatory thứ hai tốt nhất của tay vợt, phải được tính vào xếp hạng của tay vợt.

§ Tay vợt có điểm bảo vệ từ một giải WTA 125 (Chicago).

### Vận động viên khác
Đặc cách:
- Sofia Kenin
- Caty McNally
- Shelby Rogers
- Sloane Stephens
- Venus Williams

Bảo toàn thứ hạng:
- Bianca Andreescu
- Karolína Muchová
- Serena Williams

Vượt qua vòng loại:
- Tereza Martincová
- Caroline Garcia
- Marie Bouzková
- Anna Kalinskaya
- Ajla Tomljanović
- Anhelina Kalinina
- Taylor Townsend
- Marta Kostyuk

Thua cuộc may mắn:
- Nuria Párrizas Díaz
- Petra Martić
- Anastasia Potapova

### Rút lui
- Bianca Andreescu → thay thế bởi  Nuria Párrizas Díaz
- Amanda Anisimova
- Marie Bouzková
- Danielle Collins → thay thế bởi  Petra Martić
- Simona Halep
- Angelique Kerber → thay thế bởi  Sara Sorribes Tormo
- Karolína Muchová → thay thế bởi  Anastasia Potapova

### Bỏ cuộc
- Coco Gauff
- Anna Kalinskaya

## Nội dung đôi WTA

### Hạt giống
| Quốc gia | Tay vợt              | Quốc gia | Tay vợt            | Xếp hạng1 | Hạt giống |
| -------- | -------------------- | -------- | ------------------ | --------- | --------- |
|          | Veronika Kudermetova | BEL      | Elise Mertens      | 5         | 1         |
| CZE      | Barbora Krejčíková   | CZE      | Kateřina Siniaková | 10        | 2         |
| JPN      | Ena Shibahara        | CHN      | Zhang Shuai        | 11        | 3         |
| USA      | Coco Gauff           | USA      | Jessica Pegula     | 18        | 4         |
| CAN      | Gabriela Dabrowski   | MEX      | Giuliana Olmos     | 18        | 5         |
| USA      | Desirae Krawczyk     | NED      | Demi Schuurs       | 30        | 6         |
| UKR      | Lyudmyla Kichenok    | LAT      | Jeļena Ostapenko   | 31        | 7         |
| CHN      | Xu Yifan             | CHN      | Yang Zhaoxuan      | 31        | 8         |

- Bảng xếp hạng vào ngày 8 tháng 8 năm 2022.

### Vận động viên khác
Đặc cách:
- Jessie Aney /  Ingrid Neel
- Caty McNally /  Taylor Townsend

Bảo toàn thứ hạng:
- Latisha Chan /  Samantha Stosur
- Kirsten Flipkens /  Sara Sorribes Tormo

Thay thế:
- Ekaterina Alexandrova /  Aliaksandra Sasnovich
- Caroline Garcia /  Petra Martić

### Rút lui
- Coco Gauff /  Jessica Pegula → thay thế bởi  Ekaterina Alexandrova /  Aliaksandra Sasnovich
- Emma Raducanu /  Elena Rybakina → thay thế bởi  Caroline Garcia /  Petra Martić

## Nhà vô địch

### Đơn nam
- Borna Ćorić đánh bại  Stefanos Tsitsipas, 7–6(7–0), 6–2

### Đơn nữ
- Caroline Garcia đánh bại  Petra Kvitová, 6–2, 6–4.

### Đôi nam
- Rajeev Ram /  Joe Salisbury đánh bại  Tim Pütz /  Michael Venus, 7–6(7–4), 7–6(7–5)

### Đôi nữ
- Lyudmyla Kichenok /  Jeļena Ostapenko đánh bại  Nicole Melichar-Martinez /  Ellen Perez, 7–6(7–5), 6–3